# 路易斯安那州學院和大學列表
以下是路易斯安那州目前运营的公立和私立高等教育机构列表。
 公立 
- 格蘭布林州立大學 (Grambling State University)
- 路易斯安那州立大學系統（Louisiana State University System）（11所分校） 
  - 路易斯安那州立大學（Louisiana State University）
  - 路易斯安那州門羅大學（University of Louisiana)
  - 路易斯安那理工大學 （Louisiana Tech University，Louisiana Tech或La. Tech）
  - 新奧爾良大學（University of New Orleans）
- 南方大學 (美國) (Southern University and A&M College)
- 路易斯安那大學拉法葉分校 (University of Louisiana at Lafayette)
- 路易斯維爾大學 (University of Louisville)

 私立 
- 杜蘭大學（Tulane University）